# Globo de papel seda

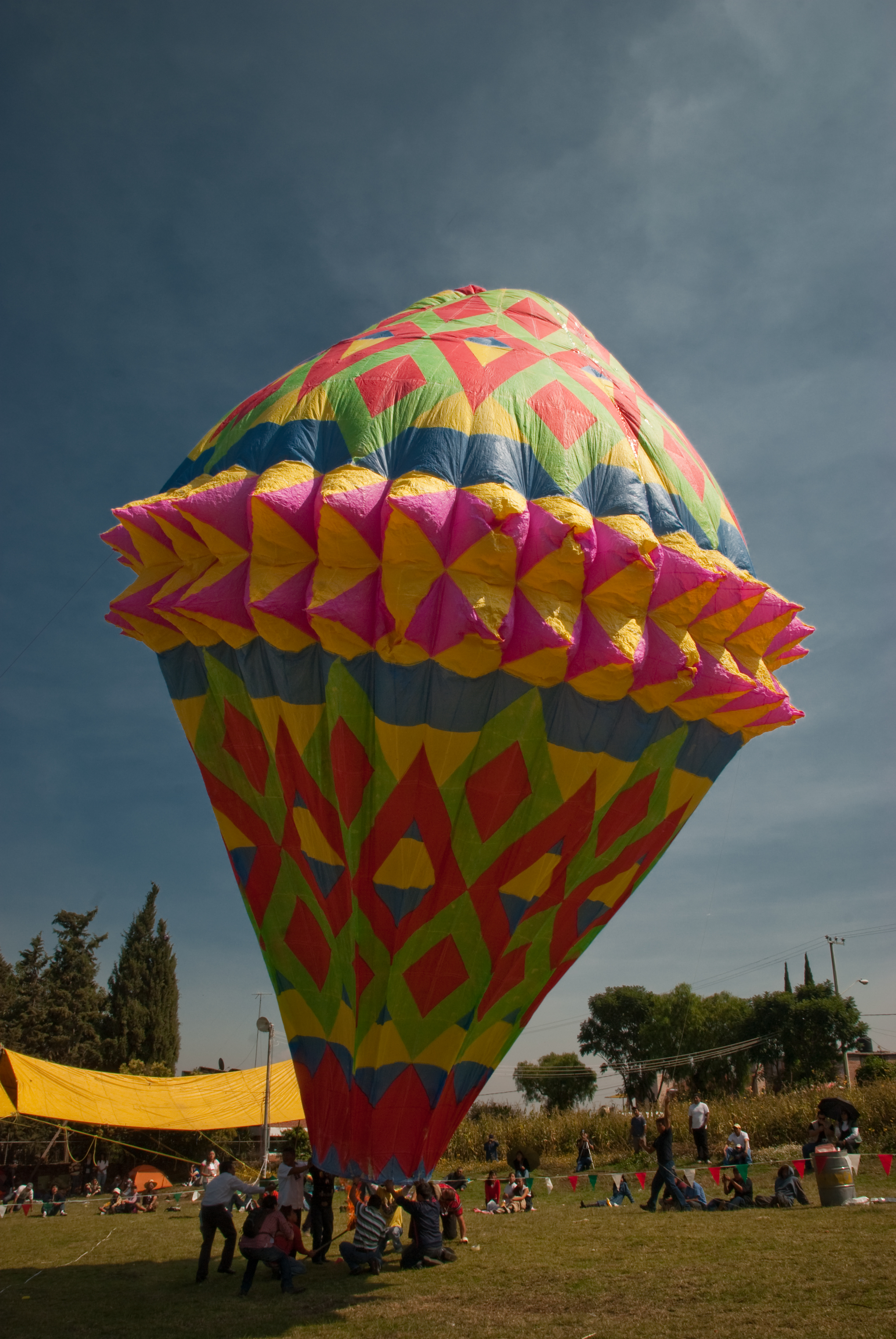
XIII Concurso de Globos de Papel de China en Ohtenco, México

Los globos de papel seda (llamados también globos de papel, globos luminosos, globos del deseo, globos de Cantoya y globos de papel de China) son aeronaves o aerostatos no tripuladas que forman parte de la identidad cultural de países como Perú, El Salvador, Colombia Brasil y México; su objetivo parte como un pasatiempo, pero se constituye como un verdadero arte: se realizan verdaderas obras de luz y color y conceptualmente "se pinta con papel".
A pesar de su finalidad artística o recreativa, en países como Brasil, Colombia, entre otros, están totalmente prohibidos y esta práctica es considerada un delito por las autoridades competentes (el cuento El Globo Fantasma de Rubem Fonseca narra de forma magistral este conflicto). Esto se debe a que el globo usa el aire caliente como gas de elevación, empleando el principio «menos denso que el aire para ganar fuerza y poderse elevar» (principio de los fluidos); lo que en consecuencia se ve en la necesidad de emplear un dispositivo que genere calor al interior del globo: este elemento que se constituye como el motor del globo consta de un mechero de papel absorbente y parafina que van encendidos, a pesar de que la combustión es lenta, total y sin brasa; además de esto, la estructura que sostiene el mechero está por lo general hecha de alambre, el cual genera ocasionalmente cortocircuitos en las redes eléctricas al momento de quemarse y caer; el hecho de llevar fuego se plantea como un riesgo por lo que los globos se deben de liberar solo en condiciones favorables de viento, en lugares permisibles, libres de obstáculos y con ciertos criterios de seguridad. Este tema es tan polémico que en Colombia las grandes empresas se unieron y crearon la campaña Dile no a los globos, sin embargo en la ciudad de Medellín el tema cobra mucha fuerza no solo como tradición, sino también como tributo cultural; en la fotografía se aprecia la escultura de Justo Arosemena Lacayo titulada El niño y el globo.
En ciudades de México y Colombia se están haciendo festivales seguros donde los niños y adultos pueden elevar su globo ce manera segura  sin ocasionar contratiempos, estos eventos aparte de impulsar la economía del pueblo o ciudad que se realizan concientizan los globos de cantoya no son un peligro para las personas ni el medio ambiente, por esta razón se ha creado el movimiento en la ciudad de Medellín (dile si a los globos) ya se son alegría y un recuerdo de los tiempos pasados 

## Historia

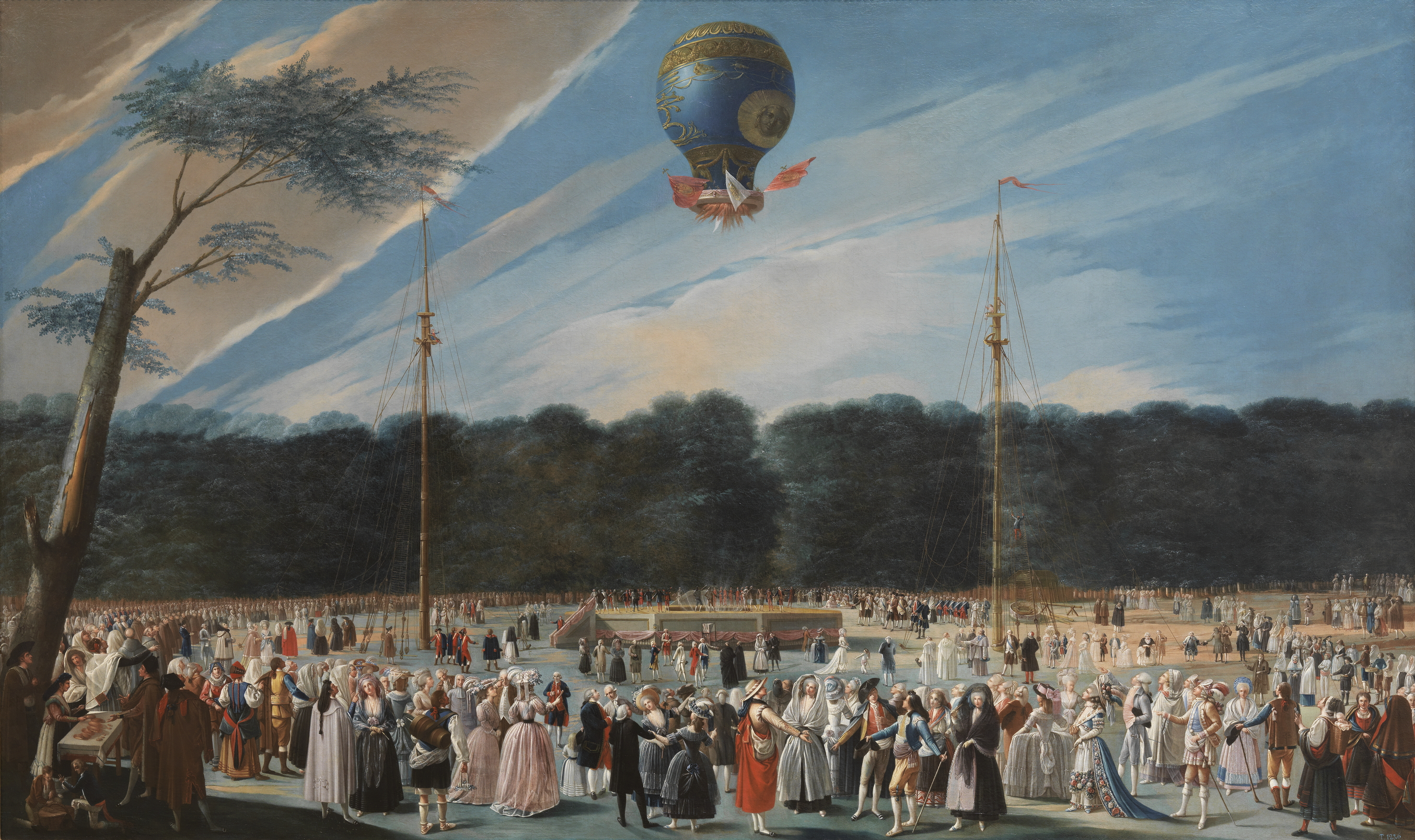
Primeros vuelos de globos.

El 4 de junio de 1783 los hermanos Montgolfier hicieron volar en Annonay (sudeste de Francia) el primer globo aerostático de la historia, que consistía en una bolsa esférica de lino forrada de papel de 11 metros de diámetro, propulsada por aire caliente generado por una hoguera en su interior. El vuelo que no fue tripulado duró 10 minutos y recorrió 2 kilómetros con una altitud máxima de 2000 metros; existen dibujos de la época que detallan el acontecimiento. No obstante la evolución del vuelo mediante el uso de un fluido ligero -aire caliente- que condujo a la invención de los aerostatos, nos remonta hasta el Segundo Reino de Shu (221-263), uno de los Tres Reinos en los que ahora se encuentra China. El estratega militar Zhuge Liang (181-234) se le atribuye la invención de la sky lantern, linterna volante, un primitivo aerostato elaborado con papel de arroz, un armazón de bambú y una base de parafina que al encenderse proporciona el calor suficiente para elevarse en el cielo.

## Folclore

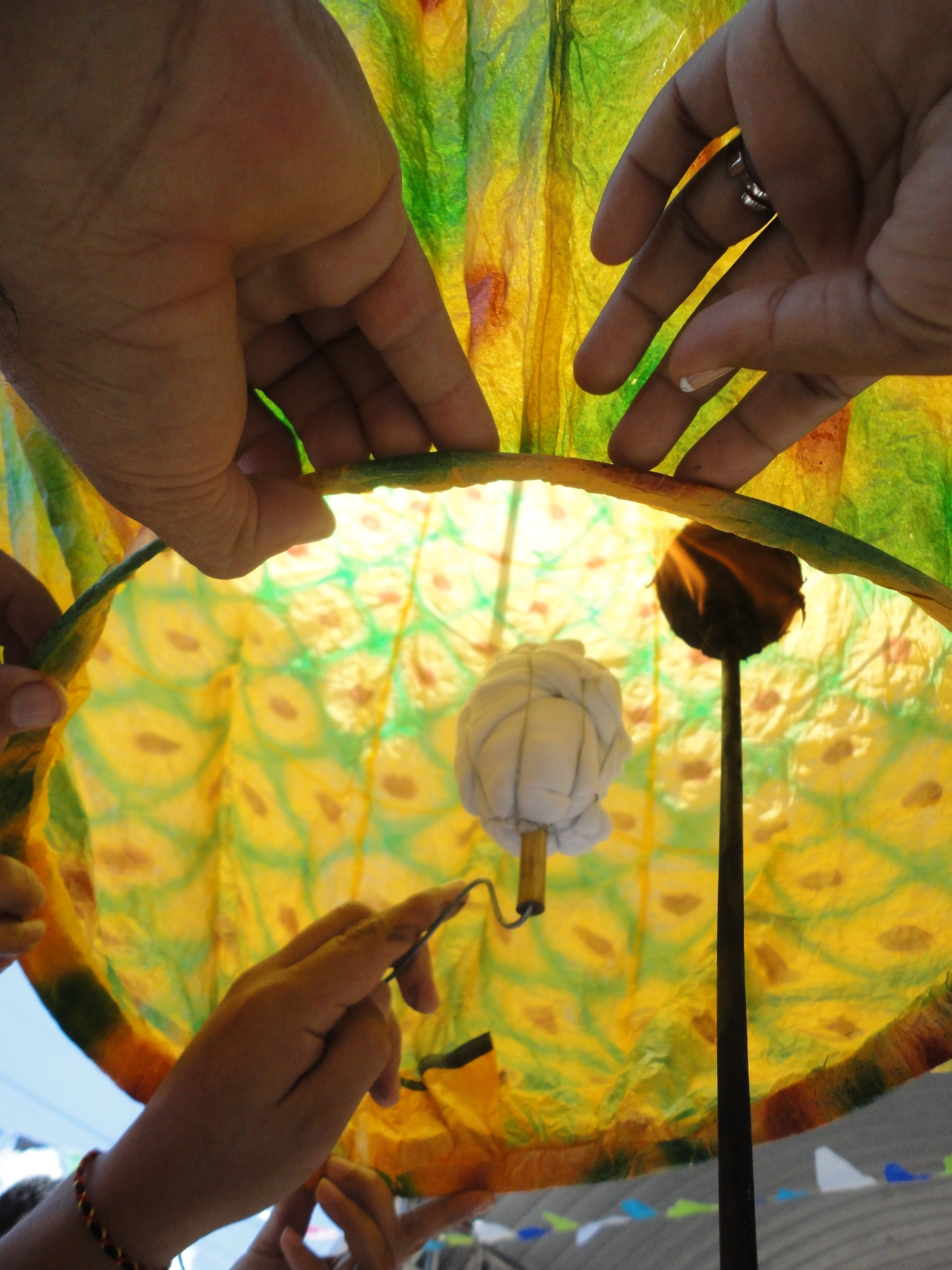
Lanzamiento de un Globo

Los globos son un factor aglutinante de diversa índole: ceremonial, festivo, conmemorativo y religioso que forman parte del patrimonio colectivo de sociedades diversas y culturalmente distintas, a pesar de ser una labor muy artesanal permanecen inherentes al medio y se logran adaptar al modernismo, en pocas palabras esta es una tradición que hace parte del folclore de los pueblo.
- Brasil: Durante las fiestas Juninas durante el mes de junio en honor a los santos Pedro y Pablo, los brasileños sueltan sus Baloes ("globos de papel") a pesar de tener prohibiciones estatales.

- Europa del Este: La noche Kupala, por Iván Kupala (fiesta), nombre eslavo de San Juan Bautista se celebra en Rusia, Polonia, Ucrania y Bielorrusia con la soltura masiva de faroles kongming, el nombre chino para los mismos globos de papel seda.

- China: El día quince del año nuevo chino, basado en el calendario lunisolar se celebra el Festival de los faroles; fiesta que consiste en lanzar globos de papel seda para iluminar el cielo nocturno chino.

- Colombia: En Colombia los globos siguen siendo parte de las tradiciones decembrinas, y se elevan para celebrar la Navidad y el año nuevo; sin embargo, debido a las múltiples campañas respecto a la prevención de  incendios forestales, y las restricciones relativas a su manejo,[6] su popularidad se ha visto reducida en los últimos años por los medios de comunicación. En Medellín y los municipios del Valle de Aburrá; además en Bolívar (Cauca) es común ver globos en el cielo, el Congreso de la República de Colombia aún no regula esta práctica.[7][8]

- El Salvador: Celebra el Festival del Globo cada segundo domingo del mes de mayo en el municipio de San Esteban Catarina, departamento de San Vicente.

- Francia: En el mes de septiembre La Coupe Icare realiza talleres para la elaboración y soltura de paper balloons[9] (globos de papel) en Saint-Hilaire.

- Argentina: En las ciudades y pueblos del este de Jujuy, es común lanzar globos tanto en Navidad y en año nuevo. Se ha visto aumentada su popularidad en la población debido a las campañas municipales antipirotecnia, sin embargo los padres de familia los rechazan debido al fuego de las mechas, a su costo y que por las condiciones climáticas de la zona se necesita soltar varios globos para lograr un despegue exitoso.